# Slag bij Tolbiac
De Slag bij Tolbiac vond plaats in 496 bij Zülpich. Hierbij leden de Alemannen een beslissende nederlaag tegen de Franken, onder aanvoering van de Salisch-Frankische koning Chlodovech, beter bekend onder zijn geromaniseerde naam Clovis, en de Ripuarisch-Frankische koning Sigebert de Lamme.

## Aanleiding
Ten tijde van Chlodovech probeerden de Alemannen vaste voet te krijgen in de omgeving van Keulen, waar de Ripuarische Franken woonden. Hun koning Sigebert riep de hulp in van Chlodovech. Het leger van Chlodovech der Salische Franken was versterkt door voormalige Romeinse troepen van Syagrius. De gezamenlijke Frankische legers trokken daarna ten strijde tegen de Alemannen en na een wisselend krijgsverloop troffen de legers elkaar bij het huidige stadje Zülpich in Noordrijn-Westfalen. De Latijnse naam hiervan luidde Tolbiacum of Tulpiacum.

## De veldslag

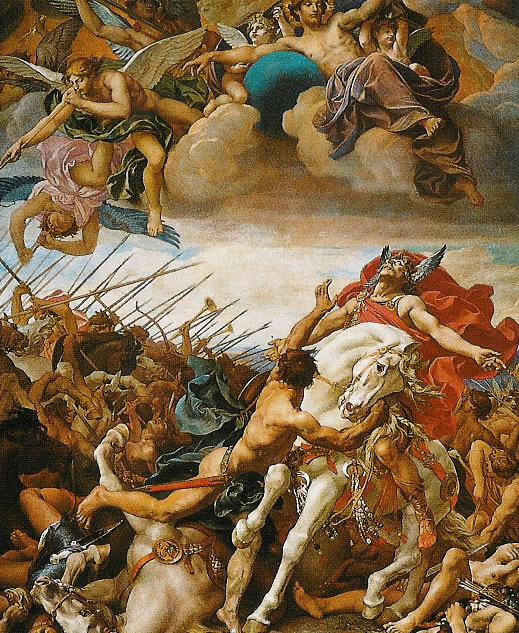
Joseph Blanc La bataille de Tolbiac (Panthéon)

Clovis, koning der Salische Franken, was verbaasd te vernemen dat zijn Ripuarische volksgenoten verslagen waren in Tolbiac door oprukkende Alemannen. Zijn plan om de Rijn over te steken bij Keulen en de Alemannen in de rug aan te vallen (zie kaartje) viel in duigen. Hij maakte rechtsomkeer met zijn troepen richting Tolbiac. Volgens de overlevering zou koning Chlodovech hier een belofte gedaan hebben aan de god van zijn katholieke vrouw Clothildis, dat als hij de slag won, hij zich zou bekeren tot het christendom.
De Franken waren succesvol in de veldslag; eenmaal de koning der Alemannen gedood, panikeerden de Alemannen. Clovis zag hierin een teken dat de goden van de Alemannen machteloos waren. Hierop begonnen de Frankische troepen aan een bloedbad. Na de overwinning trokken zij diep het land van Alemannen binnen om te plunderen.
Op kerstdag 496 liet Chlodovech zich inderdaad dopen te Reims door de later heilig verklaarde bisschop Remigius. Door deze overwinning werd het Frankische Rijk definitief gewonnen voor de katholieke stroming binnen het christendom. Zowel Edward James (in zijn standaardwerk The Franks, Oxford: Blackwell, 1988) als Marinus Wes (in zijn inleiding tot de Historiën van Gregorius van Tours, vertaald door F.J.A.M. Meijer, Baarn: Ambo, 1994) argumenteren overtuigend dat Clovis waarschijnlijk al van in zijn kindertijd een ariaan was en dus niet rechtstreeks vanuit het heidendom tot het katholicisme overging, zoals Gregorius dat graag voorstelde. Ook Clovis’ omgeving, en dus alle Frankische notabelen waren rond 500 zo goed als zeker oorspronkelijk arianen.

## Nasleep
De verslagen Alemannen werden naar het zuiden verjaagd. In Raetië stuitten de Franken op het leger van de Ostrogotische koning Theodorik en keerden terug. De gevluchte Alemannen werden opgenomen in het Ostrogotische Rijk. Het grondgebied van de Alemannen viel in handen van de Franken en de achterblijvers werden geïntegreerd in het Frankische Rijk. Namen als Elzas verwijzen nog naar de Alemannen.